# 1988 en Grèce
Chronologie de la Grèce
- 1984
- 1985
- 1986
- 1987
- 1988
- 1989
- 1990
- 1991
- 1992

Cette page concerne les évènements survenus en 1988 en Grèce  :

## Évènements
- Classement des monuments paléochrétiens et byzantins de Thessalonique, du sanctuaire d'Asclépios en Epidaure, de la ville médiévale de Rhodes, des Météores et du Mont-Athos au patrimoine mondial de l'Unesco.

## Cinéma - Sortie de film
- 3-4 octobre : Festival du cinéma grec
- Le Buteur numéro 9
- ... Déserteur
- Invincibles Amants
- Paysage dans le brouillard

## Sport
- 13-28 février : Participation de la Grèce aux Jeux olympiques d'hiver à Calgary au Canada.
- 1er-7 août :  Tournoi de tennis d'Athènes
- 12-13 novembre : Olympiade d'échecs à Thessalonique.
- Coupe de Grèce de football (1987-1988) (en)
- Coupe de Grèce de football (1988-1989) (en)
- Championnat de Grèce de football 1987-1988
- Championnat de Grèce de football 1988-1989
- Création du championnat de Grèce féminin de water-polo.
- Panagiotis Kontaxakis établit le record de Grèce de saut en hauteur (2,28 mètres)

## Création
- 13e commando d'opérations spéciales
- Arkadiki Radiofonia Tileorasi (en), station de radio et de télévision.
- DEPA (en), compagnie de fourniture du gaz.
- ERT3, chaîne de télévision.
- Fédération hellénique d'athlétisme pour les sourds (en)
- Institut Technologique et Educatif du Péloponnèse (en)
- Musée Averoff
- Musée de l'histoire du costume grec (en)

## Dissolution
- 3e division des forces spéciales (en)

## Naissance
- Stéfanos Athanasiádis, footballeur.
- Dimítrios Chondrokoúkis, athlète (saut en hauteur).
- Vasílios Koutsianikoúlis, footballeur.
- Stélla-Iró Ledáki, athlète (saut à la perche).
- Kóstas Mítroglou, footballeur.
- Sokrátis Papastathópoulos, footballeur.
- Vasílios Pliátsikas, footballeur.
- Sofía Rálli, skieuse.
- Chrístos Volikákis, cycliste.

## Décès
- Aspasía Apérgi (el), joueuse de tennis.
- Ralloú Mános, danseuse et chorégraphe.
- Charílaos Mitrélias, juriste et personnalité politique.
- Georges Mylonas, archéologue.
- Dóra Strátou, actrice et chorégraphe.
- Kóstas Takhtsís, écrivain.
- Kleóvoulos Klónis, scénographe et peintre.